# Tretömmad klockkotinga
Tretömmad klockkotinga eller Treflikig klockfågel (Procnias tricarunculatus) är en fågel i familjen kotingor inom ordningen tättingar. IUCN kategoriserar arten som sårbar.
Arten lever i fuktiga regnskogar i bergen i Nicaragua till västra Panama., men flyttar till lägre områden efter häckningssäsongen. Hos hannen är större delen av fjäderdräkten varmt kastanjebrun,vilket ger en stark kontrast till det kritvita huvudet och halsen. Honan är huvudsakligen olivgrön, vilket ger ett gott kamouflage i det gröna lövverket. Många kotingor flyttar beroende på tillgången på föda. Den treflikiga klockfågeln flyttar dock främst i höjdled. Den är en hotad art på grund av habitatförstörelse. Namnet klockfågel kommer av att hannen har tre svarta skinnflikar som hänger ner från näbbens bas.

## Bilder

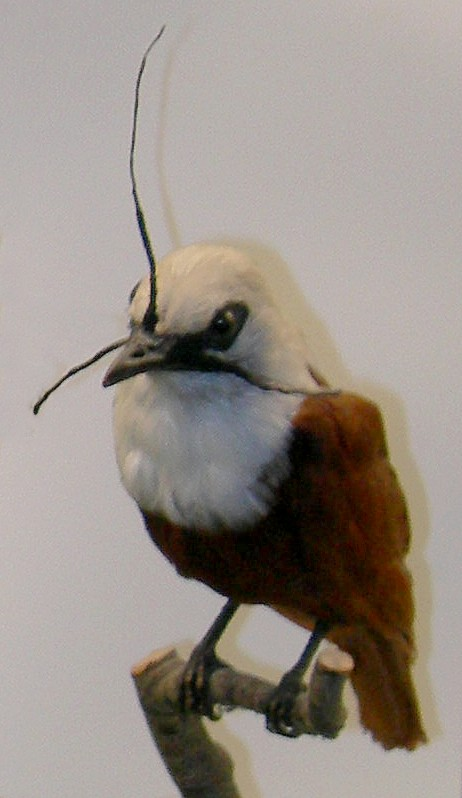
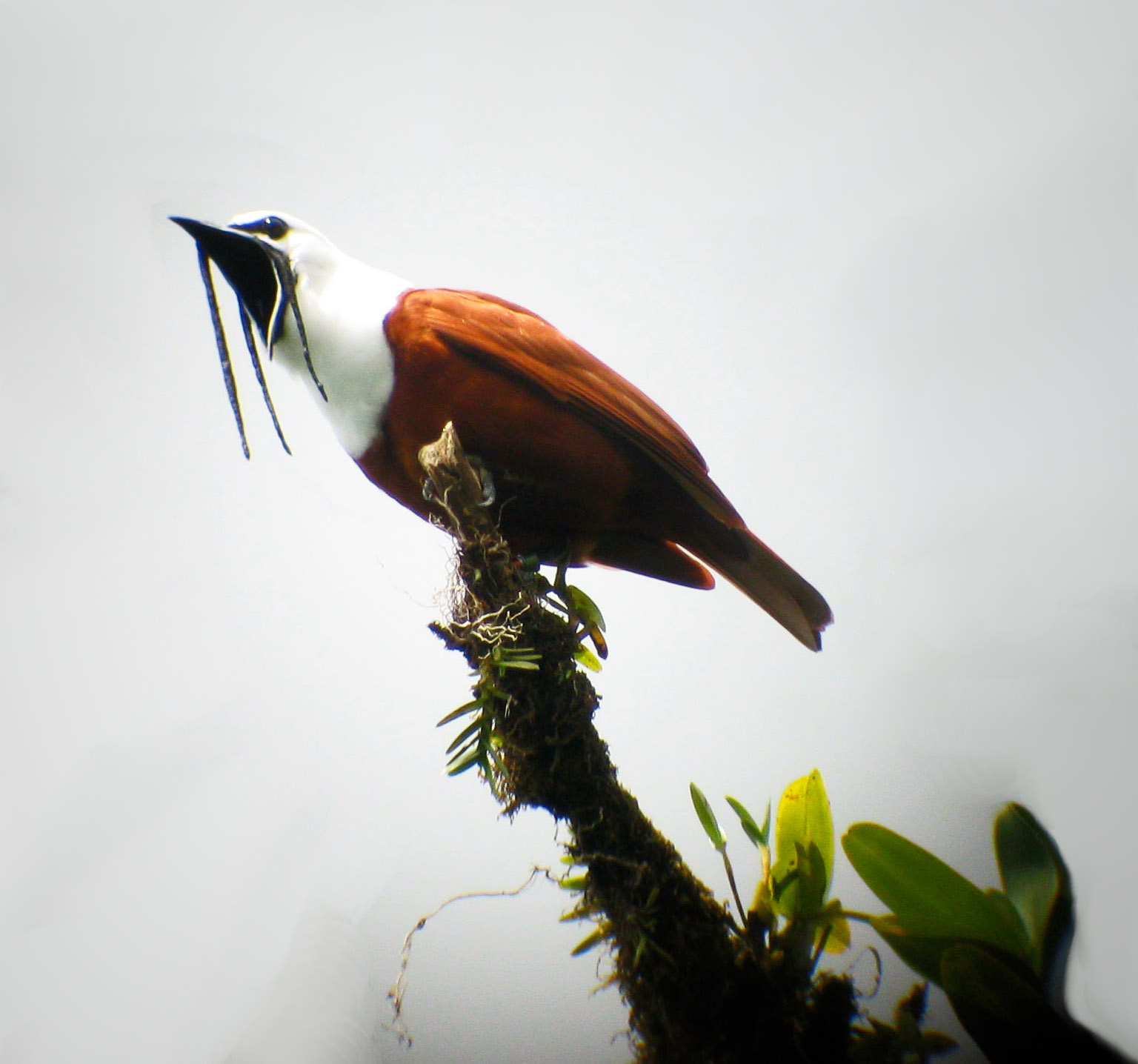